# Wichfrid
Wichfri(e)d, auch Wigfri(e)d (* um 900; † 9. Juli 953) aus der Familie der Matfriede war von 924 bis 953 Erzbischof des Erzbistums Köln.

## Leben
Wichfrid war Sohn des Grafen Gerhard im Metzgau und der Oda von Sachsen. Diese war eine Tochter von Otto dem Erlauchten, Herzog von Sachsen aus der Familie der Liudolfinger. Somit war er ein Neffe des Königs Heinrich I. Sein jüngerer Bruder war Pfalzgraf Gottfried von Jülich. Wichfrid war Erzkaplan und Erzkanzler unter Otto dem Großen.
Erzbischof Wichfrid gehörte vor seiner Wahl 924 dem Kölner Domstift an. Möglicherweise war er bei seiner Wahl erst 25 Jahre alt. Am 29. Juli 927 schenkte Erzbischof Wichfrid dem Ursulastift Köln die naheliegende Marienkirche mit allen Einkünften. Er wirkte an der Königskrönung Ottos I. 936 in Aachen mit, konnte aber sein Krönungsrecht als Metropolit nicht durchsetzen, so dass die drei deutschen Erzbischöfe die Krönung gemeinsam vornahmen. Wichfrid stellte als erster Kölner Bischof förmliche Pergamenturkunden nach königlichem Vorbild aus.
In einer Urkunde Wichfrids wird mit den Grenzen des Sprengels St. Severin der Bayenturm erstmals erwähnt. 935 schenkte Erzbischof Wichfrid dem Kölner Stift St. Ursula das Landgut Rurdorf. Erzbischof Wichfrid schenkte am 9. September 941 dem Kölner Stift St. Cäcilien den Zehnten vom Herrenhof in Cantenich und Hufen zu Rondorf, Hünningen, Bocklemündt, Frechen, die Kirche mit dem Zehnten zu Brenig in Bonn und Wein sowie Rebstöcke zu Rhens. Wichfrid stiftete noch weitere weltliche Güter an Klöster, Stifte und Abteien. Das Ursulastift wurde 941 mit Schenkungen bedacht. Am 29. Mai 950 folgte ein Ort namens Hubbelrath, der zur Hälfte an das Ursulastift ging.
Er starb nach langer Krankheit am 9. Juli 953 und wurde in St. Gereon beigesetzt. Sein Nachfolger wurde Brun, der Bruder des Königs Otto I.